# Leu moldavo
El leu moldavo (en rumano leu moldovenesc o, simplemente, leu) es la unidad monetaria de Moldavia. Un leu (en plural lei) se divide en 100 bani (en singular ban). El código ISO 4217 es MDL. El nombre de la divisa proviene de Rumania y significa "león".

## Historia
Entre 1918 y 1940, y, entre 1941 y 1944 Moldavia formaba parte de Rumania y se utilizó el leu rumano y la parte oriental de Moldavia. El leu moldavo se creó el 20 de noviembre de 1993 tras el colapso de la Unión Soviética y la creación de la República de Moldavia. El leu sustituyó al antiguo cupón moldavo con una tasa de cambio de 1 MDL = 1.000 cupones.
En Transnistria, una república no reconocida internacionalmente en el territorio oriental de Moldavia, se utiliza el rublo transnistrio.

## Monedas
Se han acuñado monedas de 1, 5, 10 y 25 bani de aluminio, y otra de 50 bani de bronce-aluminio. En 1993 se acuñaron también monedas de 50 bani de aluminio y de 1 y 5 bani de cuproníquel, pero fueron retiradas de la circulación tras un breve tiempo. El 28 de febrero de 2018 se introdujo una nueva serie de monedas que comprenden los valores de 1, 2, 5 y 10 lei, siendo las dos últimas bimetálicas Las características de estas últimas se muestran a continuación:

### Monedas fuera de circulación
| Imagen | Denominación | Emisión   | Metal                      | Diámetro (mm) | Peso (g) | Anverso                                | Reverso                                     |
| ------ | ------------ | --------- | -------------------------- | ------------- | -------- | -------------------------------------- | ------------------------------------------- |
|        | 50 Bani      | 1993-1997 | Aluminio                   | 19,00         | 1,10     | Escudo de Moldavia - REPUBLICA MOLDOVA | 50 BANI - Ramas de roble - año de acuñación |
|        | 1 Leu        | 1992-1993 | Níquel depositado en Acero | 20,10         | 3,30     | Escudo de Moldavia - REPUBLICA MOLDOVA | 1 LEU - año de acuñación                    |
|        | 5 Lei        | 1993      | Níquel depositado en Acero | 22,00         | 3,60     | Escudo de Moldavia - REPUBLICA MOLDOVA | 5 LEI - año de acuñación                    |

### Monedas circulantes
| Imagen | Denominación | Emisión | Metal              | Metal              | Borde       | Diámetro (mm) | Peso (g) | Anverso                                             | Reverso                                     |
| Imagen | Denominación | Emisión | Anillo             | Centro             | Borde       | Diámetro (mm) | Peso (g) | Anverso                                             | Reverso                                     |
| ------ | ------------ | ------- | ------------------ | ------------------ | ----------- | ------------- | -------- | --------------------------------------------------- | ------------------------------------------- |
|        | 1 Ban        | 1993    | Aluminio           | Aluminio           | Liso        | 14,50         | 0,67     | Escudo de Moldavia - REPUBLICA MOLDOVA              | 1 BAN - año de acuñación                    |
|        | 5 Bani       | 1993    | Aluminio           | Aluminio           | Liso        | 16,00         | 0,75     | Escudo de Moldavia - REPUBLICA MOLDOVA              | 5 BANI - Ramas de roble - año de acuñación  |
|        | 10 Bani      | 1993    | Aluminio           | Aluminio           | Liso        | 16,60         | 0,85     | Escudo de Moldavia - REPUBLICA MOLDOVA              | 10 BANI - año de acuñación                  |
|        | 25 Bani      | 1993    | Aluminio           | Aluminio           | Liso        | 17,50         | 0,95     | Escudo de Moldavia - REPUBLICA MOLDOVA              | 25 BANI - Ramas de roble - año de acuñación |
|        | 50 Bani      | 1997    | Latón sobre Acero  | Latón sobre Acero  | Estriado    | 19,00         | 3,10     | Escudo de Moldavia - REPUBLICA MOLDOVA              | 50 BANI - Racimo de uvas - año de acuñación |
|        | 1 Leu        | 2018    | Níquel sobre Acero | Níquel sobre Acero | Discontinuo | 21,50         | 4,45     | Escudo de Moldavia, luna y becerro                  | Valor facial y elementos heráldicos         |
|        | 2 Lei        | 2018    | Níquel sobre Acero | Níquel sobre Acero | Estriado    | 23,70         | 6,70     | Escudo de Moldavia, sol y becerro                   | Valor facial y elementos heráldicos         |
|        | 5 Lei        | 2018    | Latón sobre Acero  | Níquel sobre Acero | Discontinuo | 24,40         | 7,10     | Escudo de Moldavia, flor, estrella corona y becerro | Valor facial y elementos heráldicos         |
|        | 10 Lei       | 2018    | Níquel sobre Acero | Latón sobre Acero  | Estriado    | 25,30         | 7,65     | Escudo de Moldavia, escudo heráldico y becerro      | Valor facial y elementos heráldicos         |

## Billetes
Se han emitido dos serie de billetes moldavos. La primera tuvo un corto periodo de circulación y estaba compuesta por denominaciones de 1, 5 y 10 lei.

### Primera serie
| Imagen del anverso | Imagen del reverso | Denominación | Color predominante | Anverso                                                                                | Reverso                           |
| ------------------ | ------------------ | ------------ | ------------------ | -------------------------------------------------------------------------------------- | --------------------------------- |
|                    |                    | 1 Leu        | Marrón             | 1 - UN LEU - Esteban III de Moldavia - Escudo de armas - BANCA NAŢIONALĂ A MOLDOVEI    | 1 - UN LEU - REPUBLICA MOLDOVA    |
|                    |                    | 5 Lei        | Azul               | 5 - CINCI LEI - Esteban III de Moldavia - Escudo de armas - BANCA NAŢIONALĂ A MOLDOVEI | 5 - CINCI LEI - REPUBLICA MOLDOVA |
|                    |                    | 10 Lei       | Rojo               | 10 - ZECE LEI - Esteban III de Moldavia - Escudo de armas - BANCA NAŢIONALĂ A MOLDOVEI | 10 - ZECE LEI - REPUBLICA MOLDOVA |

### Segunda serie
| Imagen del anverso | Imagen del reverso | Denominación | Color predominante | Dimensiones | Anverso                                                                              | Reverso                                                                       |
| ------------------ | ------------------ | ------------ | ------------------ | ----------- | ------------------------------------------------------------------------------------ | ----------------------------------------------------------------------------- |
|                    |                    | 1 Leu        | Amarillo           | 114 x 58 mm | 1 - UN LEU - Esteban III de Moldavia - Escudo de armas - REPUBLICA MOLDOVA           | 1 - UN LEU - Monasterio de Căpriana - BANCA NAŢIONALĂ A MOLDOVEI              |
|                    |                    | 5 Lei        | Azul               | 114 x 58 mm | 5 - CINCI LEI - Esteban III de Moldavia - Escudo de armas - REPUBLICA MOLDOVA        | 5 - CINCI LEI - Iglesia de San Dumitru din Orhei - BANCA NAŢIONALĂ A MOLDOVEI |
|                    |                    | 10 Lei       | Rojo               | 121 x 61 mm | 10 - ZECE LEI - Esteban III de Moldavia - Escudo de armas - REPUBLICA MOLDOVA        | 10 - ZECE LEI - Monasterio de Hîrjauca - BANCA NAŢIONALĂ A MOLDOVEI           |
|                    |                    | 20 Lei       | Verde              | 121 x 61 mm | 20 - DOUĂZECI LEI - Esteban III de Moldavia - Escudo de armas - REPUBLICA MOLDOVA    | 20 - DOUĂZECI LEI - Cetatea Soroca - BANCA NAŢIONALĂ A MOLDOVEI               |
|                    |                    | 50 Lei       | Rosa               | 121 x 61 mm | 50 - CINCIZECI LEI - Esteban III de Moldavia - Escudo de armas - REPUBLICA MOLDOVA   | 50 - CINCIZECI LEI - Monasterio de Hîrbovăţ - BANCA NAŢIONALĂ A MOLDOVEI      |
|                    |                    | 100 Lei      | Naranja            | 121 x 61 mm | 100 - UNA SUTĂ LEI - Esteban III de Moldavia - Escudo de armas - REPUBLICA MOLDOVA   | 100 - UNA SUTĂ LEI - Cetatea Tighina - BANCA NAŢIONALĂ A MOLDOVEI             |
|                    |                    | 200 Lei      | Rosa/Amarillo      | 133 x 66 mm | 200 - DOUĂ SUTE LEI - Esteban III de Moldavia - Escudo de armas - REPUBLICA MOLDOVA  | 200 - DOUĂ SUTE LEI - Ayuntamiento de Chisináu - BANCA NAŢIONALĂ A MOLDOVEI   |
|                    |                    | 500 Lei      | Naranja/Verde      | 133 x 66 mm | 500 - CINCI SUTE LEI - Esteban III de Moldavia - Escudo de armas - REPUBLICA MOLDOVA | 500 - CINCI SUTE LEI - Catedral de Chisináu - BANCA NAŢIONALĂ A MOLDOVEI      |
|                    |                    | 1.000 Lei    | Violeta            | 133 x 66 mm | 1000 - UNA MIE LEI - Esteban III de Moldavia - Escudo de armas - REPUBLICA MOLDOVA   | 1000 - UNA MIE LEI - Edificio de la Presidencia - BANCA NAŢIONALĂ A MOLDOVEI  |